# Ostseestadion
Ostseestadion (tidligere kendt som DKB-Arena) er et fodboldstadion i Rostock i Tyskland, der er hjemmebane for Bundesliga-klubben Hansa Rostock. Stadionet har plads til 29.000 tilskuere, hvoraf de 25.000 er siddepladser. Det blev indviet 4. august 2001.
2. juli 2007 solgte Hansa Rostock navnet på deres Ostseestadion til den tyske bank Deutsche Kreditbank (DKB). Derfor er stadionets navn de næste 10 sæsoner DKB-Arena